# Atletica leggera ai Giochi della VIII Olimpiade - Lancio del giavellotto

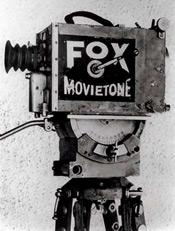
Video della Finale (durata: 52")

La competizione del lancio del giavellotto di atletica leggera ai Giochi della VIII Olimpiade si tenne il giorno 6 luglio 1924 allo Stadio di Colombes a Parigi.

## L'eccellenza mondiale
| Campione olimpico 1920      | 65,78        | Jonni Myyrä     | Presente |
| Primatista mondiale/europeo | 66,10        | Jonni Myyrä     | Presente |
| Primatista stagionale       | 63,17        | Jonni Myyrä     | Presente |
| Secondo uomo al mondo       | 64,64 (1919) | Paavo Johansson | Presente |

1. ↑  Fino al 5 luglio 1924.
2. ↑  Fino al 5 luglio 1924.

## Risultati

### Turno di qualificazione
Tutti i 29 iscritti hanno diritto a tre lanci. Poi si stila una classifica. I primi sei disputano la finale (tre ulteriori lanci).
I sei finalisti si portano dietro i risultati della qualificazione.
| Pos. | Atleta                 | Nazione        | Misura | Piazz. |
| ---- | ---------------------- | -------------- | ------ | ------ |
| 1    | Gunnar Lindström       | Svezia         | 60,81  | 1      |
| 2    | Jonni Myyrä            | Finlandia      | 59,30  | 2      |
| 3    | Eugene Oberst          | Stati Uniti    | 57,98  | 3      |
| 4    | Yrjö Ekqvist           | Finlandia      | 56,15  | 5      |
| 5    | Antoni Cejzik          | Polonia        | 54,86  | 9      |
| 6    | Lee Priester           | Stati Uniti    | 54,51  | 11     |
| 7    | Hugo Lilliér           | Svezia         | 52,95  | 13     |
| 8    | Georgios Zakharopoulos | Grecia         | 51,17  | 15     |
| 9    | Willy Seewald          | Brasile        | 49,39  | 18     |
| 10   | Taki N'Dio             | Francia        | 48,92  | 19     |
| 11   | Samba Ciré             | Francia        | 48,65  | 20     |
| 12   | Jock Dalrymple         | Gran Bretagna  | 46,92  | 24     |
| 13   | Willi Moser            | Svizzera       | 46,80  | 25     |
| 14   | Sławosz Szydłowski     | Polonia        | 46,00  | 26     |
| -    | Jiří Svoboda           | Cecoslovacchia | NM     | -      |

| Pos. | Atleta                     | Nazione        | Misura | Piazz. |
| ---- | -------------------------- | -------------- | ------ | ------ |
| 1    | William Neufeld            | Stati Uniti    | 56,96  | 4      |
| 2    | Erik Blomqvist             | Svezia         | 56,15  | 5      |
| 3    | Urho Peltonen              | Finlandia      | 55,67  | 7      |
| 4    | Paavo Johansson            | Finlandia      | 55,10  | 8      |
| 5    | Taka N'Gangué              | Francia        | 54,65  | 10     |
| 6    | Homer Whelchel             | Stati Uniti    | 52,98  | 12     |
| 7    | Carlo Clemente             | Italia         | 52,74  | 14     |
| 8    | Arvīds Ķibilds             | Lettonia       | 50,15  | 16     |
| 9    | Aleksander Klumberg        | Estonia        | 49,61  | 17     |
| 10   | Hans Wipf                  | Svizzera       | 48,57  | 21     |
| 10   | Emmanuel Degland           | Francia        | 48,57  | 21     |
| 12   | Mór Kóczán                 | Cecoslovacchia | 48,39  | 23     |
| 13   | Henri Dauban de Silhouette | Gran Bretagna  | 44,70  | 27     |
| 14   | Victor Pickard             | Canada         | 44,69  | 28     |

### Finale
Lindström, unico in qualificazione a superare i 60 metri, si migliora in finale di ulteriori 11 cm. Ma Jonni Myyrä non si lascia sfuggire la vittoria con un lancio che sfiora i 63 metri.

Per gli Stati Uniti, che non hanno mai dominato nel giavellotto, quella di Oberst è la prima medaglia olimpica nella specialità.
| Pos.    | Atleta           | Età | Nazione     | Misura |
| ------- | ---------------- | --- | ----------- | ------ |
| Oro     | Jonni Myyrä      | 32  | Finlandia   | 62,96  |
| Argento | Gunnar Lindström | 28  | Svezia      | 60,92  |
| Bronzo  | Eugene Oberst    | 23  | Stati Uniti | 58,35  |
| 4       | Yrjö Ekqvist     | 26  | Finlandia   | 57,56  |
| 5       | William Neufeld  | 23  | Stati Uniti | 56,96  |
| 6       | Erik Blomqvist   | 28  | Svezia      | 56,85  |